# Косилка (сельхозмашина)

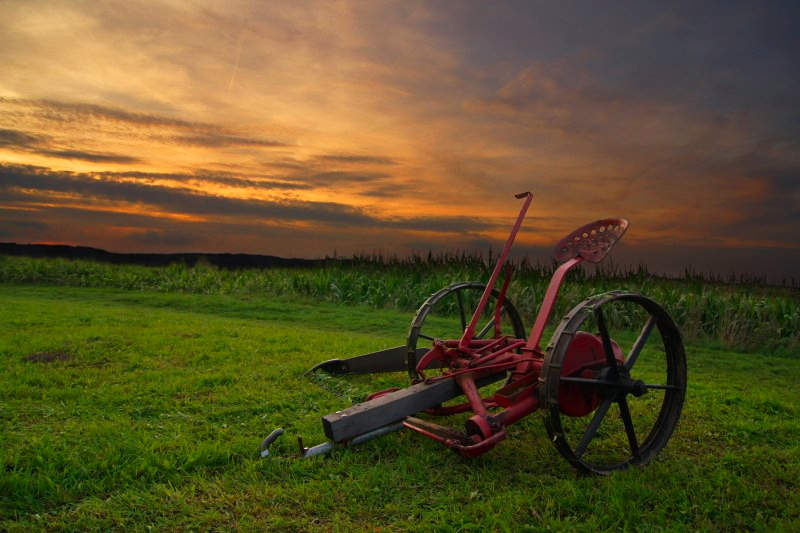
Конная косилка

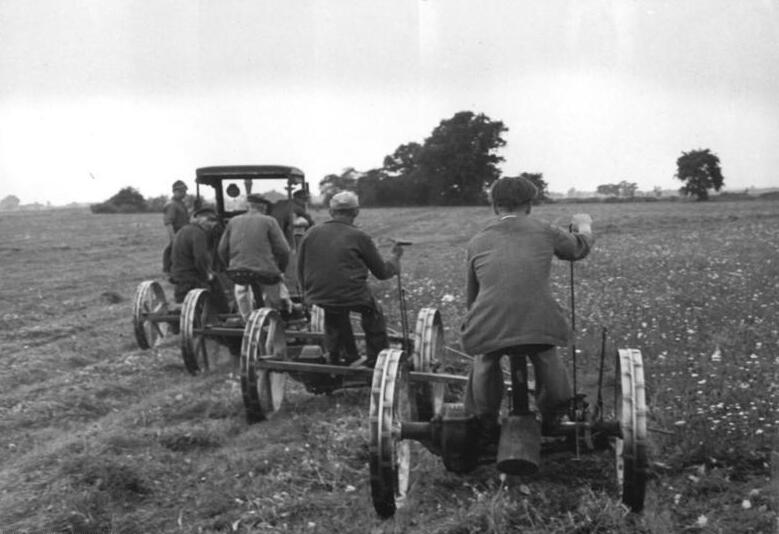
4 сцепленные конные косилки на тракторной тяге. Середина XX века

Косилка — сельскохозяйственная машина, использующаяся для срезания травы на сельскохозяйственных угодьях (сенокос) и придорожных территориях. Агрегатируется энергосредством (трактором или самоходным шасси). По способу агрегатирования бывают навесные, полунавесные и прицепные.
Косилки бывают разнообразные. Навесные косилки в основном фронтальные. Косилка навесная на шасси, фронтальная с передним расположением, называется самоходной.

## Устройство
Косилка состоит из следующих частей:
- рама;
- трёхточечная система навески на трактор (у навесных);
- режущий аппарат;
- механизм уравновешивания режущего аппарата, обеспечивающий копирование неровностей поля;
- привод режущего аппарата;
- механизм подъёма режущего аппарата в транспортное положение[2].

По типу режущего аппарата косилки подразделяются на сегментно-пальцевые, сегментно-беспальцевые и роторные, которые, в свою очередь, разделяются на дисковые и барабанные.

### Сегментно-пальцевые косилки
Сегментно-пальцевые косилки просты по конструкции привода и в эксплуатации. Их режущий аппарат состоит из пальцевого бруса; ножевой полосы с сегментами и пальцами; полевого делителя, который отделяет скошенную массу от нескошенного травостоя. Частота колебаний ножевой полосы 700–800 в минуту. Сегментно-пальцевые косилки бывают однобрусные и многобрусные

### Дисковые косилки
Дисковые косилки состоят из рамы, на которой закреплены диски с ножами. Режущие элементы прикреплены шарнирно. Пример дисковой косилки: КРН 2,1 с четырьмя дисками.

## Категории косилок

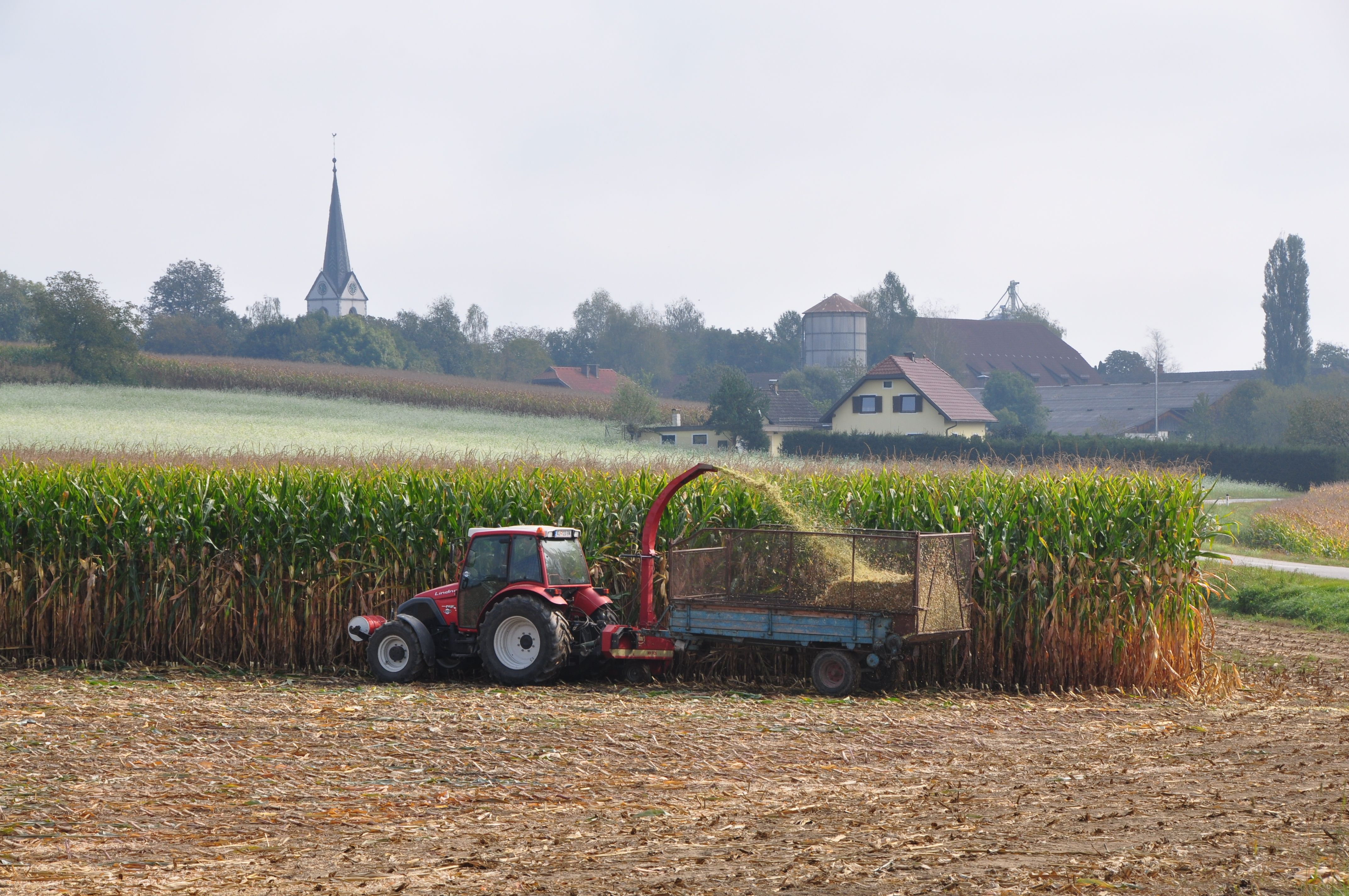
Скашивание на силос кукурузы прицепной косилкой-измельчителем

В настоящее время существуют десятки разновидностей тракторных косилок, начиная от самых элементарных, и заканчивая высокотехнологичными рабочими органами, с электронным управлением и противоударными системами безопасности.
Таким образом, тракторные косилки разделяются на следующие категории:
- манипуляторная косилка-кусторез (с задним, боковым либо фронтальным размещением стрелы)
- смещаемая косилка с горизонтальным ротором
- косилка боковая дисковая
- универсальный мульчеровщик
- косилка для обкоса барьерных ограждений дорог
- косилка на раму погрузчика
- косилка-плющилка

### Косилка-кусторез на манипуляторе

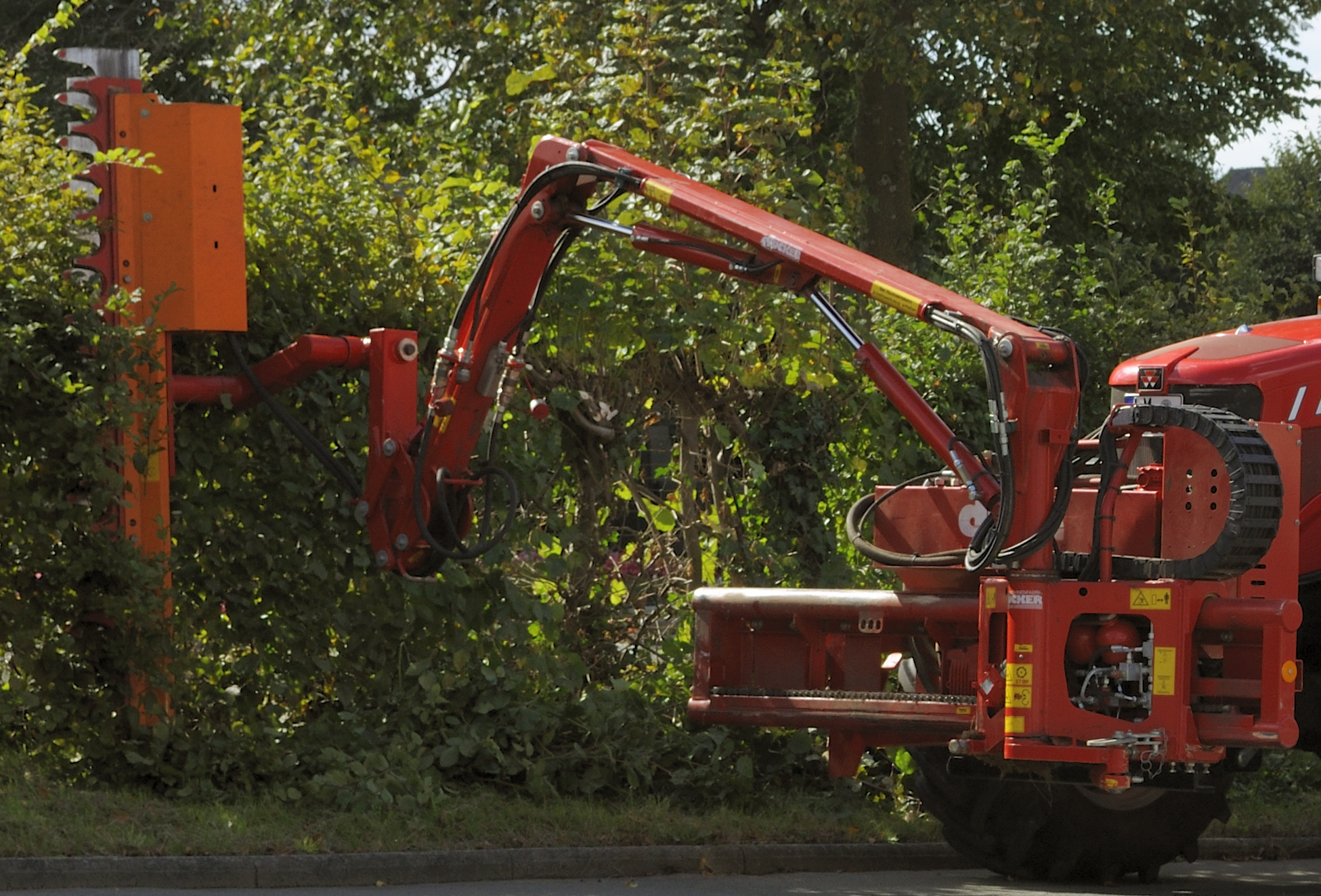
Навесной садовый кусторез, привод косилки от гидросистемы

Манипуляторная косилка-кусторез - предназначена для обкоса обочин дорог, со сложным рельефом. Горизонтальный захват косилки достигает 12 метров. Современные косилки-кусторезы, преимущественно европейского производства (BOMFORD, FERRI, Spearhead, McConnel) сконструированы с учётом важнейших технических разработок, например: плавающая головка (обеспечивает повторение контура грунта), электронное джойстиковое управление (позволяет выполнять максимальный спектр манипуляций стрелой косилки и непосредственно режущей головкой), независимая гидравлическая система.
Внешняя форма и внутренняя конструкция гидробака спроектирована и оптимизирована для улучшенной структурированной цир-куляции масла внутри бака, не зависимо от типа и вязкости масла.

### Косилка боковая

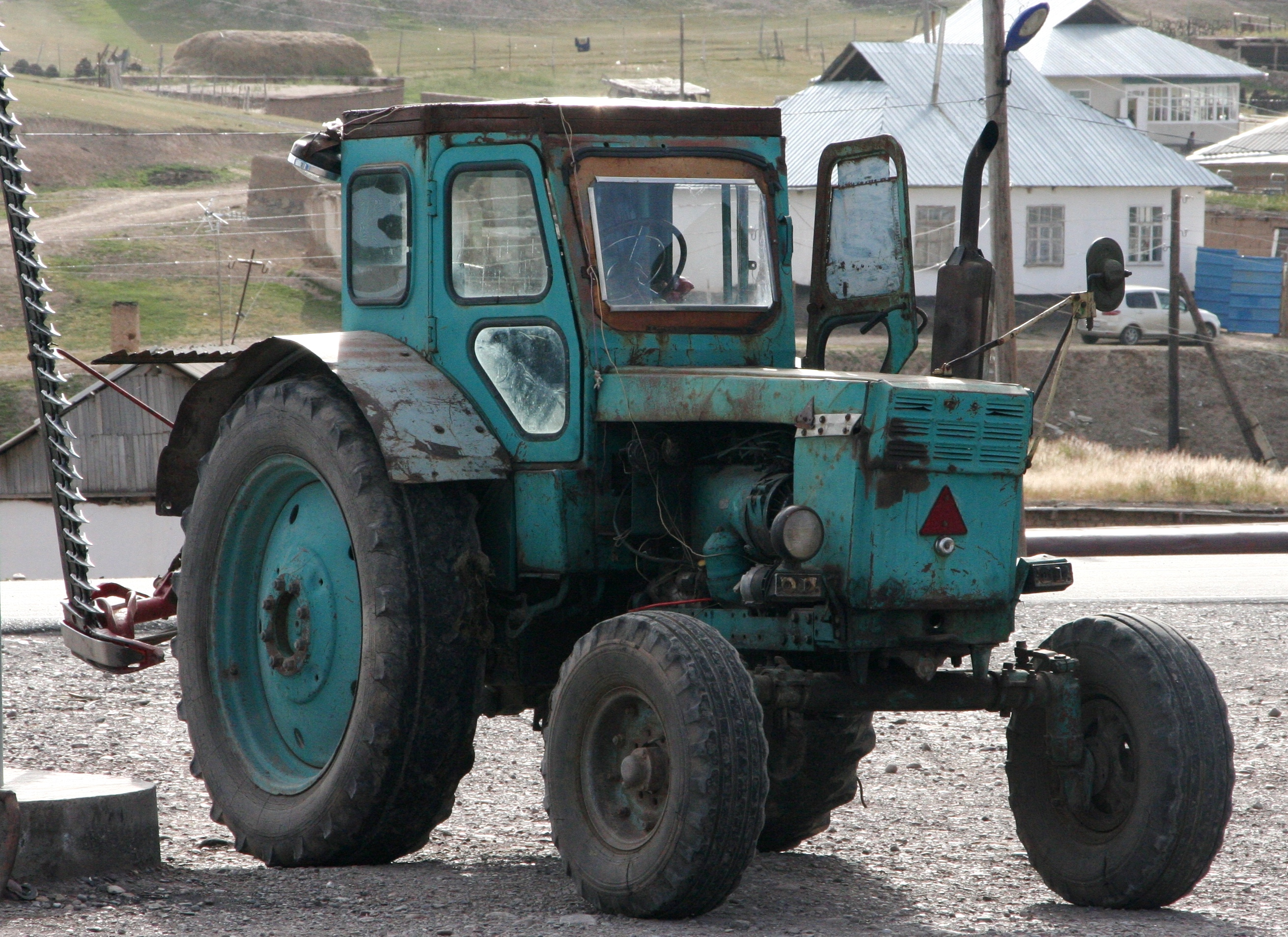
Навесная реечная (сегментно-пальцевая) косилка прицепленная на трактор Т-40, привод косилки от ВОМ

Навесная роторная (дисковая) косилка

Боковые косилки делятся на два вида: дисковые и молотковые с горизонтальным ротором.
Боковые косилки применяются при обкосе обочин дорог местного значения, обкосе рекреационных зон, территорий вокруг водоемов, а также при проведении сельскохозяйственных работ по покосу сеяных трав, в т.ч. полеглых с укладкой скашиваемой массы в образующийся прокос.
За один проход смещаемая боковая косилка захватывает до 3,5 метров в ширину, при агрегатировании трактора двумя боковыми и одной фронтальной косилкой, ширина прохода увеличивается до 9-12 метров.
Косилки с горизонтальным ротором оснащенным молоточными резцами, способны выкашивать травяную и кустарниковую растительность с диаметром стебля до 80 мм, это достигается путём использования резцов из износостойкой стали, которые не требуют частой подточки.

### Косилка для обкоса барьерных ограждений дорог

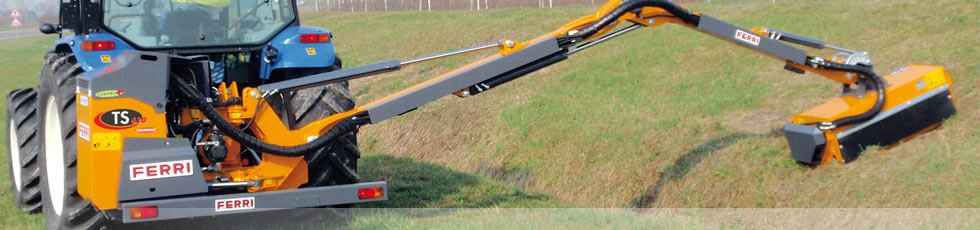
Косилка на манипуляторе для обкоса придорожных территорий и барьерных ограждений

Одна из инновационных разработок производителей косильной техники, является косилка для барьерных ограждений.
Принцип работы заключается в обкосе столбов "отбойников" с двух сторон двумя специальными режущими дисками, которые оборудованы барьерными датчиками, которые не позволяют режущим ножам соприкоснуться с ограждением.
Такого рода косилки как правило агрегатируются на фронтальной навесной системе трактора, и зачастую работают в паре с задней манипуляторной косилкой, которая одновременно окашивает обочину за барьерным ограждением.

### Косилка на экскаватор
Косилка на экскаватор агрегатируется при помощи рамы крепления, которая идет в комплекте с косилкой. Косилка на экскаваторе состоит из рабочего органа с режущими цепами, гидромотора, корпуса косилки с зажитными металлическими или резиновыми пластинами либо цепями для ограничения радиуса вылета мульчи.
При выборе косилки, особое внимание уделяется к характеристикам экскаватора, среди которых выделяют важнейшие показатели для нормальной работы косилки: масса экскаватора, поток масла в гидросистеме, давление в гидросистеме.

### Базовые трактора для косилок
В зависимости от типа привода, рабочей ширины головки косилки, от максимального вылета стрелы косилки, от потребляемой мощности, опредлеяются минимально необходимые рабочие параметры базового трактора, например:
- ширина базового трактора;
- мощность двигателя;
- наличие выхода вала отбора мощности на фронтальную сторону трактора;
- наличие противовесов на тракторе.

Наиболее часто встречаются такие косилки -  Косилка ротационная навесная КРН 2.1, агрегатируется с тракторами класса 0,9 - 1,4 т, предназначены для скашивания высокоурожайных и полеглых трав на поступательных скоростях с укладкой скошенной массы в прокос. 
Помимо классического варианта косилки на базе сельскохозяйственного трактора, популярность набирают косилки-роботы, представляющие собой беспилотное энергетическое средство с автономным двигателем, и управляемое рабочим с мобильного пульта ДУ.

## Галерея
|                                                                                           |                                                              | |                                                           |                        |                   |
| Прицепная косилка на конной тяге, привод ножевой полосы (не установлена) косилки от колёс | Навесная реечная косилка на тракторном самоходном шасси RS09 | Прицепные тракторные косилки, привод косилок от валов отбора мощности (заднего и бокового/переднего) | Косилки с функцией формирования валков из скошенной травы | Навесная газонокосилка | Косилка мотоблока |